# Georgios Paraskevopoulos
Georgios Paraskevopoulos (griechisch Γεώργιος Παρασκευόπουλος) war ein griechischer Radsportler, der an den Olympischen Sommerspielen 1896 teilnahm. 
Paraskevopoulos trat beim 12-Stunden-Rennen und beim Straßenrennen an. Beim 12-Stunden-Rennen kam er nicht ins Ziel. Seine genaue Platzierung ist daher nicht bekannt, sicher ist nur, dass er nicht unter den beiden besten war. Beim Straßenrennen von Athen nach Marathon und zurück über eine Strecke von 87 Kilometer sind seine exakten Zeiten ebenfalls nicht überliefert, doch auch hier konnte er sich nicht unter den besten drei Startern platzieren. Es ist nicht einmal bekannt, ob er im Ziel eintraf oder vorher aufgeben musste.